# Уильям Керр, 3-й маркиз Лотиан
Уильям Керр, 3-й маркиз Лотиан (англ. William Kerr, 3th Marquess of Lothian; ок. 1690 — 28 июля 1767) — шотландский дворянин и политик, титулованный мастер Джедбург с 1692 по 1703 год и лорд Джедбург с 1703 по 1722 год.

## Биография
Родился около 1690 года. Единственный сын Уильяма Керра, 2-го маркиза Лотиана (1661—1722, и леди Джин Кэмпбелл (? — 1712), дочери Арчибальда Кэмпбелла, 9-го графа Аргайла.
Хотя его титул лорда Джедбурга обычно считается титулом учтивости, он голосовал на выборах пэров-представителей Шотландии под этим именем в 1712 году.
28 февраля 1722 года после смерти своего отца Уильям Керр унаследовал титул 3-го маркиза Лотиана и остальные родовые титулы. В 1731 году он был избран шотландским пэром-представителем в Палату лордов Великобритании, где заседал до 1761 года. С 1732 по 1738 год лорд Лотиан был лордом-верховным комиссаром Генеральной ассамблеи церкви Шотландии, а в 1734 году ему был пожалован Орден Чертополоха. С 1739 года до своей отставки в 1756 году он был лордом-клерком регистра.

## Личная жизнь
7 декабря 1711 года он женился первым браком на Маргарет Николсон (? — 30 сентября 1759), дочери сэра Томаса Николсона, 1-го баронета (1664—1728) и Маргарет (урожденной Николсон) Гамильтон Николсон. Мать его жены ранее была замужем за Джеймсом Гамильтоном из Баллинкриффа, с которым у нее был сын Александр Гамильтон из Баллинкриффа. У супругов было трое детей:
- Уильям Генри Керр, 4-й маркиз Лотиан (1710 — 12 апреля 1775), старший сын и преемник отца
- Лорд Роберт Керр (умер 16 апреля 1746), который был убит в битве при Каллодене[3].
- Леди Джейн Керр, которая умерла молодой.

Его первая жена умерла 30 сентября 1759 года в аббатстве Ньюбаттл и была похоронена там. Впоследствии он женился на своей двоюродной сестре Джин Джанет Керр (? — 26 декабря 1787), дочери лорда Чарльза Керра (? — 1735) из Крамонда и Джанет Мюррей (1688—1755), 1 октября 1760 года, от которой у него не было детей.
Маркиз Лотиан скончался 28 июля 1767 года в Лотиан-хаусе, Канонгейт, Эдинбург, и был похоронен в Ньюбаттле. Его жена умерла в Лотиан-хаусе в декабре 1787 года.

## Титулатура
- 3-й маркиз Лотиан (с 28 февраля 1722)
- 4-й граф Лотиан (с 28 февраля 1722)
- 3-й граф Анкрам (с 28 февраля 1722)
- 5-й граф Анкрам (с 28 февраля 1722)
- 3-й виконт Бриен (с 28 февраля 1722)
- 4-й лорд Кер из Ньюбаттла (с 28 февраля 1722)
- 3-й лорд Керр из Ньюбаттла, Окснэма, Джедбурга, Долфинстоуна и Нисбета (с 28 февраля 1722)
- 5-й лорд Керр из Нисбета, Лангньютоуна и Долфинстоуна (с 28 февраля 1722)
- 6-й лорд Джедбург (с 28 февраля 1722)